# الطاقة المتجددة في الجزائر

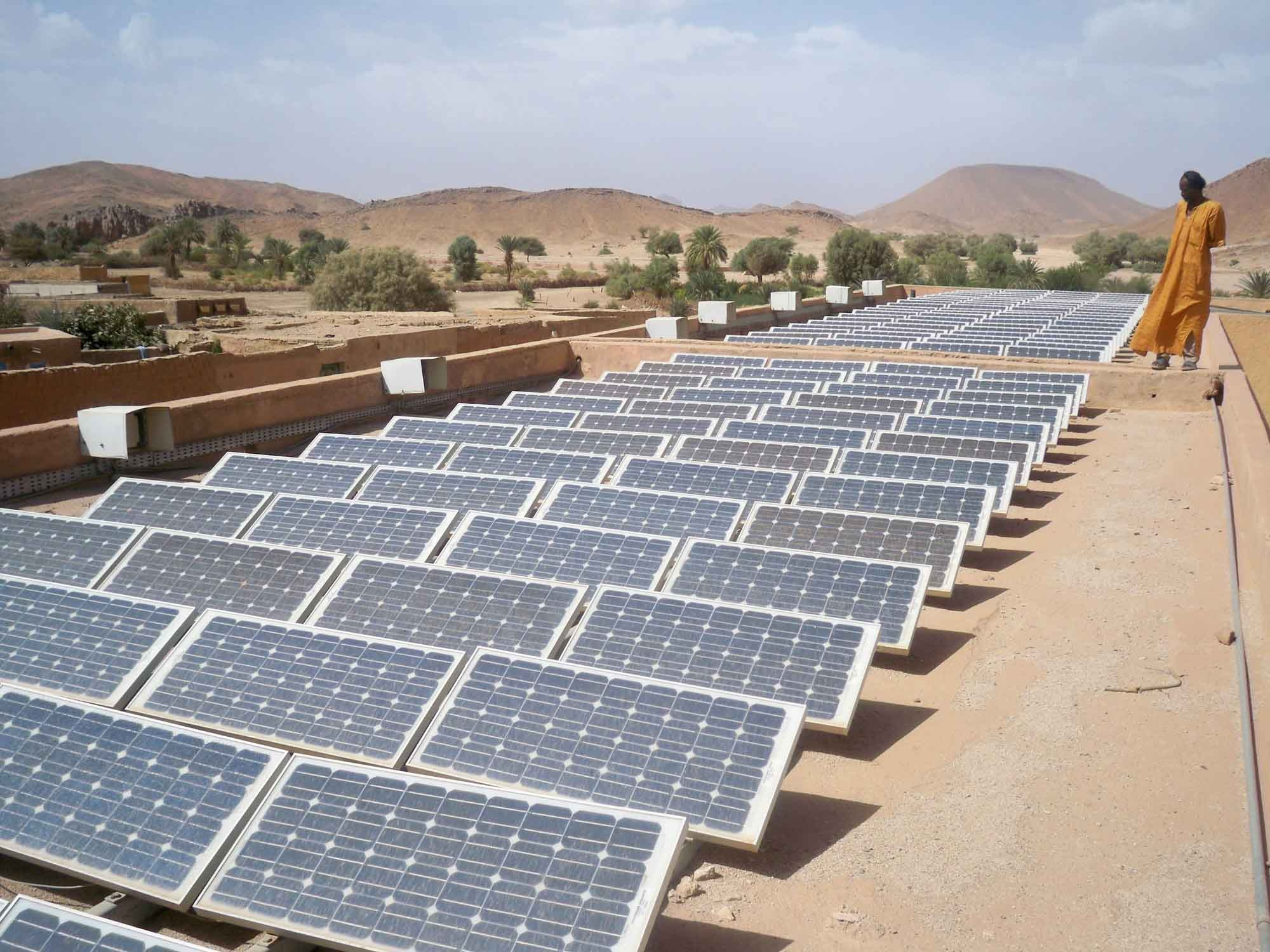
ألواح شمسية في الصحراء الجزائرية.

صورة هندسية لأول محطة للطاقة الهجينة عالميا في الجزائر.

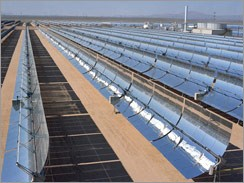
صورة للوحات الشمسية الجزائر.

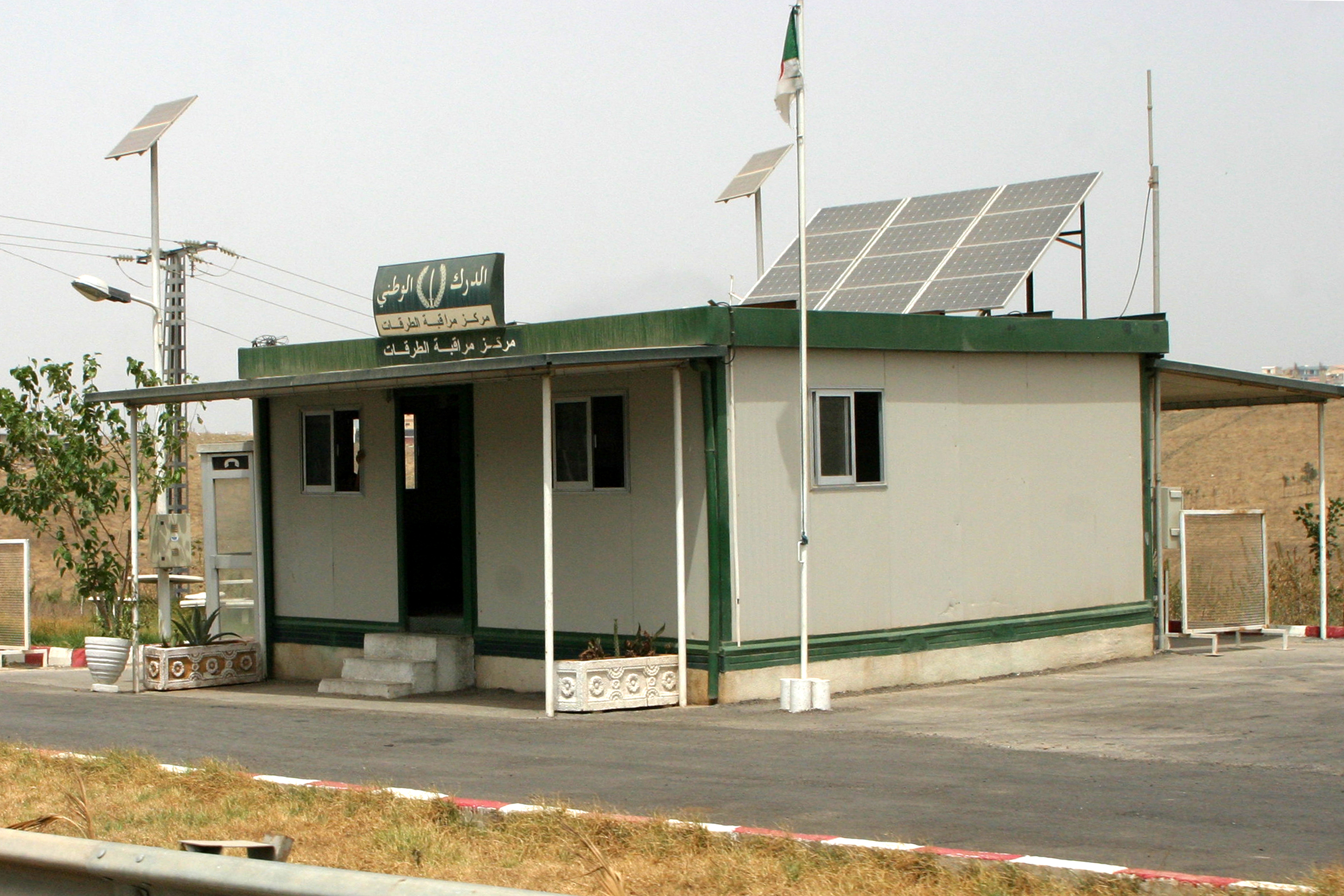
أحد مراكز المراقبة مستفيدا من الطاقة الشمسية.

الطاقة المتجددة في الجزائر، أحد المواضيع التي تلقى اهتماماً كبيراً من الحكومة والمجتمع الجزائري لما تتوفر عليه البلاد من مقومات للدفع بهذا الميدان كبديل للطاقات الزائلة (البترول والغاز).
لقد تسببت «الطاقة النافذة» (البترول والغاز) في السنوات الأخيرة بأضرار وخيمة على البيئة خاصة من حيث انبعاث الغازات التي أدت إلى تلوث الجو والبحر كما أنها طاقة غير متجددة وتستغرق آلاف السنين للتجدد وهي في طريقها إلى النفوذ وهذا ما أدى إلى اتخاذ طرق أخرى والتفكير في اقتراحات بديلة أهمها الاعتماد على الطاقة المتجددة البديلة المتمثلة في الطاقة شمسية وطاقة الرياح وهذا ما اعتمدت عليه الجزائر حينما أبدى المختصون بتوقعاتهم جراء الطاقة النافذة التي هي في طريقها نحو النفوذ بعد عقود ثلاثة على الأكثر مما تنجم عليها حلول أزمة خطيرة على جميع البلدان ورغم أن احتياطات الجزائر المخزونة من الغاز والبترول تسمح لها بمواجهة الوضعية لعدة عقود إلا أن التوقعات فرضت على المسؤولين الجزائريين التفكير في إمكانيات استغلال الطاقة المتجددة مثل الطاقة الشمسية وطاقة الرياح، كما أقبل المسؤولون الجزائريون فعلا على إنجاز بعض المشاريع المتعلقة باستغلال طاقة شمسية لتزويد بعض القرى المعزولة بالكهرباء، وإنشاء محطة تجريبية لاستغلال طاقة الرياح في تندوف، كما أن أهم مشروع قامت به الجزائر لحد الآن هو مشروع مزدوج للطاقة الشمسية والغاز في حاسي الرمل، وقد تم التمويل لإنجاز هذا المشروع، ويمكن الإقبال على استغلال الطاقة الشمسية بعد ذلك في نطاق واسع من مناطق الجنوب الجزائري لتوفرها على كميات هائلة من أشعة الشمس، كما أن حسن استغلال الطاقة الشمسية في بلادنا يوفر إنتاجها مايعادل ستين مرة حاجة البلدان الأوروبية "15" من الطاقة الكهربائية، وأربع مرات ما يعادل حاجةالعالم، وهذا لتوفر الجزائر على صحراء شاسعة وكميات كبيرة من أشعة الشمس ومن الواضح أن تكلفة استغلال الطاقة الشمسية أغلى بكثير من تكلفة الطاقة النافذة البترول والغاز إلا أن الأمور ستتحسن خلال فترة 2010 و2020 كما يجب الشروع منذ الآن في الاستغلال والعمل بجد، وكما يبدو أن الجزائر تحظى في مجال الطاقة بهبة طبيعية ربانية، وإمكانات لا تتوفر لكثير من البلدان المتقدمة الغنية، فلا يجوز أن تفوتنا فرصة الاجتهاد لاستغلال هذه الثروة، وإحكام وسائلها، لإفادة شعبنا بوسائل التقدم المادية، وتمكين اقتصادنا من ازدهار مستمر يكفل الحرية والاستغلال والأمن، فالطاقة في مفهومها في تفكيرنا يجب أن يكون معناها المصير الحر والكرامة لشعبنا، إن الشمس في بلادنا «سراج وهاج» فما يمنع من تحويلها إلى كهرباء نستضيء بنورها ونغنى بريعها على مدى.

## الجزائر بمواردها الطبيعية ووارداتها السياسية

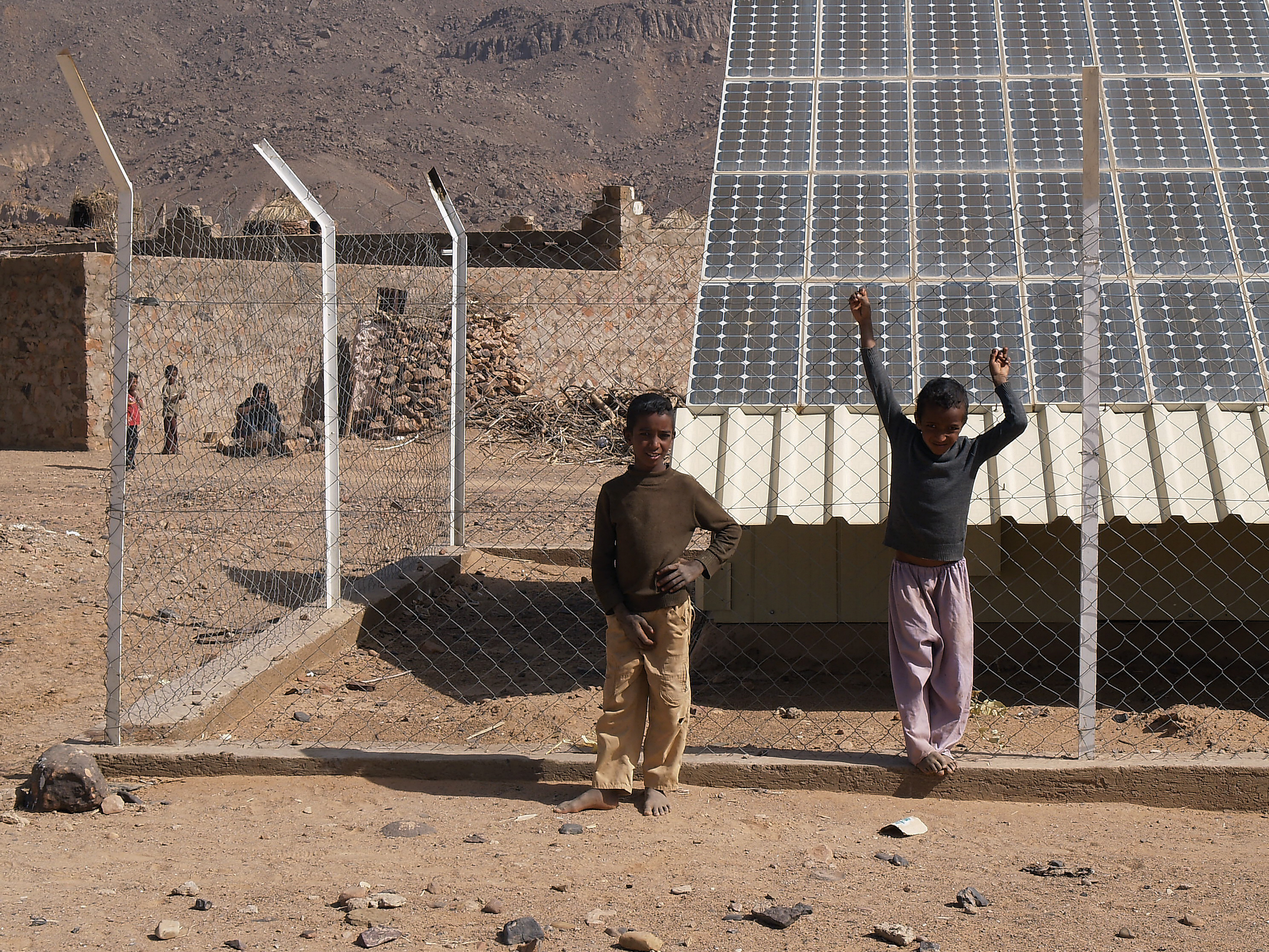
بداية الإستراتيجية الجزائرية حول الطاقات المتجددة.

منذ الاستقلال استطاعت سوناطراك الوطنية التي تعد من أبرز الشركات في الجزائر استغلال ثروتتها الطبيعية على أحسن وجه أهمها البترول والغاز غير أنها بالإضافة إلى قرب نفوذها تسببت في عدة أضرار على البيئة ورغم هذا إلا أن الجزائر تبقى من أهم الدول للعب الدور الأساسي في إنتاج الطاقة وذلك لامتلاكها مصادر أخرى للطاقة البديلة أهمها الطاقة الشمسية وطاقة الرياح كما أظهرت الجزائر اهتمامها في استعمال الطاقة المتجددة وتجسدت في أول مشروع للطاقات المتجددة في الجزائر في حاسي الرمل بإنشاء محطة هجينة لإنتاج الكهرباء تجمع بين الشمس والغاز كما تمكنت مؤسسة سونلغاز من ربط 1000 عائلة في 20 قرية منتشرة في جنوب الجزائر بالكهرباء الشمسية بعد أن تم تزويد مساكنهم بالعتاد اللازم لاستغلال الطاقة الشمسية إن إنتاج الطاقة الشمسية للاستهلاك الوطني سيغطي حاجة الجزائر التي ترتفع سنة بعد سنة؛ كما يمكن تصديرها نظرا إلى أن عدة بلدان أوروبية لاتتوفر على كم هائل من أشعة الشمس بسبب مناخها الرطب وقد حددت طلباتها في مجال استيراد الطاقة المتجددة.
فالجزائر يمكن أن تستفيد من هذا التصدير إذا قامت بتوفير جميع الأجهزة اللازمة للتصنيع، فلذا يجب على قطاع هذه الطاقة التي تسخر بها طبيعة البلاد طوال السنة أن يستعد بجميع الوسائل اللازمة لتتمكن البلاد من الاستفادة والسيطرة على الاستغلال والإنتاج وبالتالي الحصول على كمّ كبير من الطاقة لسد حاجاتها والفائض للتصدير. بالإضافة إلى هذا تمّت دراسة طاقة الرياح التي تنتشر في الجزائر لإنشاء محطات توليد طاقة الرياح.

## ترشيد استعمال الطاقات المتجددة
كما أن ترشيد استعمال الطاقات المتجددة يضمن تنمية مستدامة هي نتيجة للبحوث التي قام بها المختصون في هذا المجال.
كما أجمع الباحثون على ضرورة ترشيد استعمال الطاقات المتجددة لضمان تنمية مستدامة، حيث أبرز باحثون وأساتذة جامعيين على أهمية الطاقات المتجددة باعتبارها عاملاً أساسيا لتحقيق التنمية المنشودة، وضرورة استغلالها بشكل عقلاني لأنها تعمل على مواجهة تحديات التنمية، وأكد في هذا الخصوص مدير مركز تطوير الطاقات المتجددة ببوزريعة (الجزائر العاصمة) ياسر نور الدين، أن ترشيد استعمال الطاقات المتجددة تضمن أيضا التقليل من الأضرار والأخطار التي تواجه البيئة خاصة تلوث الجو، على غرار انبعاث الغازات السامة التي تسبب في تدهور البيئة والاحتباس الحراري، الذي يؤدي إلى ظاهرة التغيرات المناخية.
لدى الجزائر مركز للطاقات المتجددة بوحداته الفرعية الثلاثة بكل من بوسماعيل، غرداية وأدرار، حيث يعكف على إنجاز مشاريع بحثية ومتطورة هامة في هذا الجانب، على غرار المشروع الضخم المتمثل في إنجاز مولد كهربائي هجين (طاقة شمسية غاز) وقطب تكنولوجي بالمدينة الجديدة بوغزول (ولاية المدية)كما تعد مدينة بوغزول مدينة نموذجية في مجال الاقتصاد والطاقات المتجددة (الطاقة الشمسية) (الشمسية والصفائح الفولتية والهوائية). وتهدف إلى بلوغ نسبة 40 بالمائة من الحصيلة الطاقوية الوطنية في مجال الطاقة المتجددة في أفق 2030 من خلال استغلال الطاقة الشمسية المقدرة ب1900 كيلواط في الساعة سنويا وسرعة الرياح التي تفوق 3 متر/الثانية والتي تفوق مدتها 4000 ساعة في السنة.
كما يضمن المشروع إنجاز محطة هجينة (شمسية وهوائية) على مساحة 45 هكتارا شرق المدينة وكذا إقامة تجهيزات ووسائل خاصة باستغلال الطاقات المتجددة وإدارج الطاقة الشمسية في الفضاءات العمومية (حضائر ومواقف السيارات) والإنارة العمومية وكذا تعميم التموين بالطاقة المتجددة للعمارات الموجهة للسكن، لتمكين الباحثين من إجراء بحوث وتكوين وتطوير الطلبة في مجال الطاقات المتجددة لاستغلالها والاستفادة منها على أكمل وجه.

## الجزائر والطاقة البديلة المتجددة

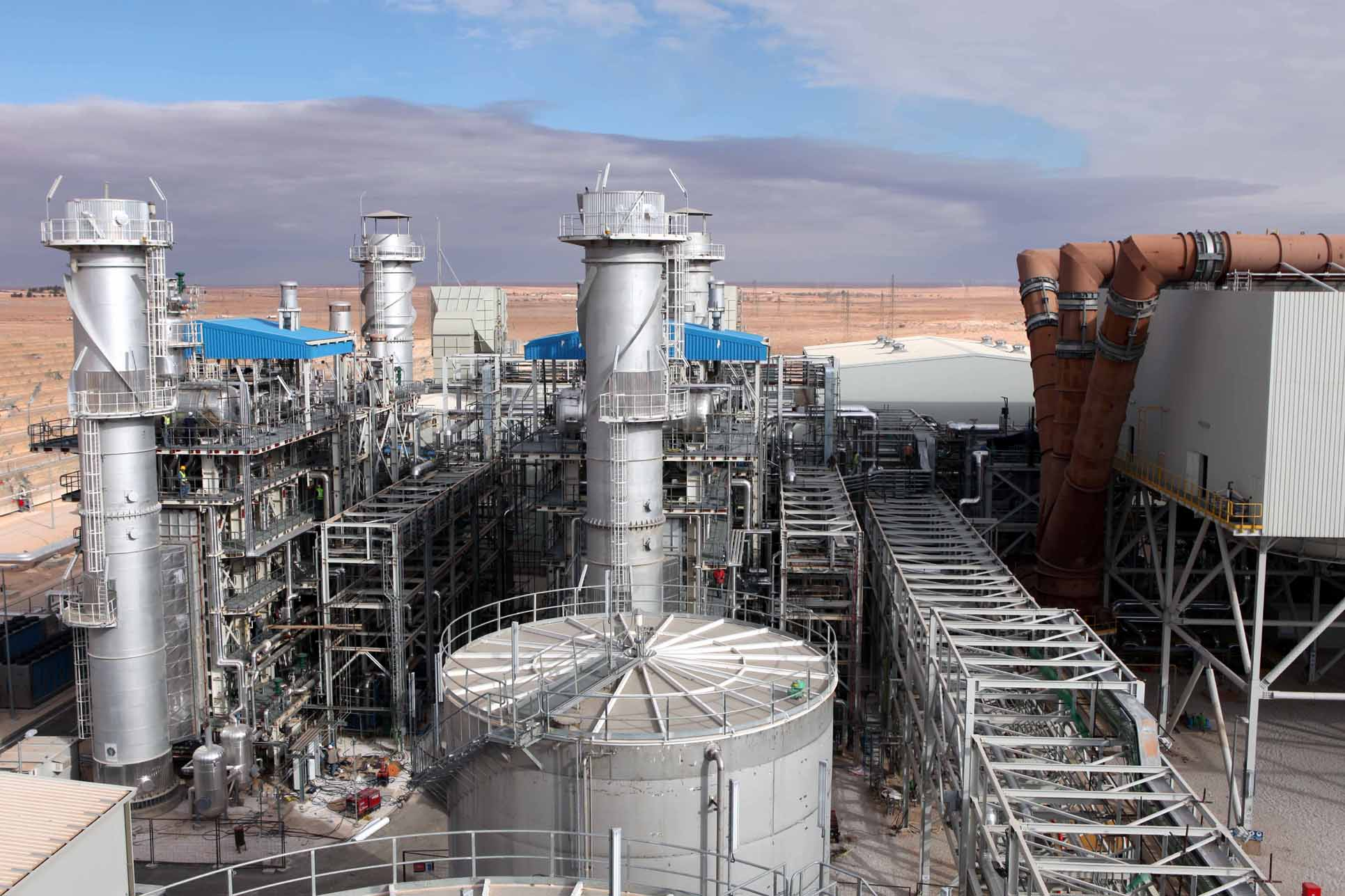
محطة للطاقة الهجينة بحاسي الرمل.

كما عزمت الجزائر العمل على إنتاج الطاقة من مصادر متجددة التي قد تغطي في آفاق 2040 حوالي 35 بالمئة من الطلب الوطني للطاقة مما يدفعنا إلى التخلي على الطاقة النافذة (البترول والغاز) شيئا فشيئا التي تخلّ بتوازن البيئة، وذلك حسب ماجاءت به الصحيفة الإيطالية “لا ريبوبليكا”، التي اعتبرت أن هذا المشروع يعمل على التعاون بين الأطراف الأجنبية، كما صنفت الجزائر من بين الدول المغاربية التي تعمل على نمو وتطوير مجال الطاقات المتجددة خاصة الطاقة الشمسية. ويرى كاتب المقال أن الجزائر تسهر وتعمل أن تجعل من إنتاجها للطاقة الخضراء هدفها الرئيسي والحقيقي من أجل التنمية في السنوات القادمة، بالإضافة إلى احتمال تزايد هذه الطاقة بشكل كبير في السنوات القادمة.
كما قامت الجزائر بعدة استثمارات هامة في هذا المجال أهمّها إنجاز ثالث برج شمسي في العالم بمدينة القليعة واستكمال هذه السنة أول حظيرة للطاقة الهوائية بمنطقة أدرار. كما أنه بإمكان الطاقات المتجددة أن تنتج في 2020 ما بين 6 و8 بالمئة من الكهرباء المستهلكة على الصعيد الوطني وهو رقم قد يبلغ 35 بالمئة في 2040، معتبرة أن الأمر يتعلق بمدى قدرة إنتاج الجزائر من أجل مستقبل أخضر وضمان تنميتها، كما اظهرت التجربة الجزائرية إمكانيات هامة للمساعدة في تطوير التنمية عن طريق استخدامات الطاقة الشمسية التي تعود بالفائدة خاصة على سكان المناطق الصحراوية المحرومين من الطاقة الكهربائية فمثلا في قطاع الصناعة يعمل اقتحام الكهرباء الأرياف على تطوير مصانع النسيج اليدوي للأقمشة وتضاعف حجم الإنتاج.
إن الخلايا الشمسية هي عبارة عن محولات تقوم بتحويل ضوء الشمس المباشر إلى كهرباء، وهي نبائظ شبه موصلة وحساسة ضوئياً ومحاطة بغلاف أمامي وخلفي موصل للكهرباء.
لــقد تم إنــماء تقنيات كثيرة لإنـتــاج الخلايـا الشمسيـــة عبر عــــمــليات متسلسلة من المعالجات الكيميائية والفيزيائية والكهربــائيـــة عـــلى شكــل متكاثف ذاتي الآليــــة أو عالي الآلية، كمـــا تـم إنماء مــــواد مختلفـــة من أشبــاه الموصلات لتصنيع الخلايـــا الشمسية على هيئة عناصر كعنصر السيليكون أو على هيئة مركبات كمركب الجاليوم زرنيخ وكربيد الكادميوم وفوسفيد الأنديوم وكبريتيد النحاس وغيرها من المواد الواعدة لصناعة الفولتضوئيات.

## استغلال الطاقة الشمسية في الجزائر
تتوفر للجزائر، جراء موقعها الجغرافي، أعلى الحقول والمناجم الشمسية في العالم، فمدة التشمس في كامل التراب الوطني تقريبا تفوق 2000 ساعة في السنة ويمكنها أن تصل إلى 3900 ساعة (الهضاب العليا والصحراء). والطاقة المتوفرة يوميا على مساحة عرضية قدرها 1 م 2 تصل إلى 5 كيلواط في الساعة على معظم أجزاء التراب الوطني أي نحو 1700 كيلواط في الساعة / م 3 في السنة في شمال البلاد و2263 كيلواط/ م2 في السنة في جنوب البلاد.
| المناطق                                        | المنطقة الساحلية | الهضاب العليا | الصحراء |  |
| ---------------------------------------------- | ---------------- | ------------- | ------- |  |
| المساحة %                                      | 4                | 10            | 86      |  |
| قدرة التشمس في المتوسط (الساعة/السنة)          | 2650             | 3000          | 3500    |  |
| الطاقة المتوفرة في المتوسط (كيلواط/ م2 /السنة) | 1700             | 1900          | 2650    |  |

كما أن استغلال الطاقة الشمسية على أكمل وجه يمكنه توفير كم هائل من الطاقة الكهربائية والطاقة الحرارية عن طريق استعمال وسائل التحويل الحراري والتحويل الإشعاعي الضوئي إلى طاقة كهربائية باستعمال الخلايا الشمسية كما أن التقنية المستخدمة في الطاقة الشمسية بسيطة ونسبية بالإضافة إلى الجانب الإيجابي المتمثل في سلامة البيئة والمحافظة عليها.

## استغلال طاقة الرياح في الجزائر
شرعت وبدأت الجزائر في استغلال طاقتها من الرياح، وهو استثمار يصفه خبراء وعلاماء تحدثوا لـ«إيلاف» بـ«المضمون»، حيث يتوقعون أن يدر على الجزائر أرباحا تربو عن الثلاث مليارات يورو سنويا، فضلا عن قدرة هذا القطاع الواعد على استحداث آلاف مناصب الشغل وتوفير طاقة نظيفة.
الجزائر: بعدما ظلّ توظيفها لطاقة الرياح ضئيلا بمعدل 0.7 ميغاوات، سطّرت الجزائر برنامجا طموحا لتطوير الطاقات المتجددة برسم مخطط خماسي (2010-2014)، ويقوم هذا المخطط في أساسياته على دعم أنشطة الوحدات المحلية لتوليد طاقة الرياح.
بهذا الصدد، يفيد الدكتور «محمد بلهامل» مدير المركز الجزائري لتطوير الطاقات المتجددة، أنّه سيتم دعم مختلف هذه الوحدات بالوسائل الضرورية لإنتاج ديناميكي ينشط القطاع، ولإنجاح المسعى سيتم تجنيد 20 باحثا، علاوة على 360 أستاذا ينشطون في ثلاثين مخبرا محليا. ويشير د.بلهامل أيضا إلى خطة للبحث عن مواقع يكثر فيها نشاط الرياح، بغرض إقامة مزارع لتوليد هذه الطاقة، والتوصل إلى إنتاج نسبة 3 بالمئة من الطاقة الكهربائية في آفاق سنة 2015 انطلاقا من طاقة الرياح.
وتكشف الدكتورة«نشيدة قصبا جيمرزوق» مسؤولة قسم طاقة الرياح بوحدة محلية لتطوير «التجهيزات الشمسية»، أنه بموجب دراسات حديثة، جرى تحديد مواقع مؤهلة لاحتضان مزارع لتوليد الطاقة الكهربائية بمناطق رأس الوادي، سوق أهراس،
بجاية، سطيف، «برج بوعريريج» وتيارت، ناهيك عن إمكانية استغلال طاقة الرياح في محافظات جنوبية مثل تندوف، تيميمون وبشار.

## محطة توليد الكهرباء بالطاقة الشمسية والغاز في حاسي الرمل
كما عملت الجزائر على إنجاز مشروع محطة هجينة تجمع على إنتاج الطاقة الشمسية وحرق الغاز كما تعتبر المحطة الأولى من هذا النوع في العالم وأولى التجارب التي تعمل على تنويع مصادر الطاقة. وتطوير نظام الطاقة التي تدعمه الطاقة الشمسية المتواجدة بكمٍّ هائل في الجزائر.
كما أن محطة التوليد الجديدة للكهرباء التي تقام في حاسي الرمل بولاية الأغواط جنوب وسط الجزائر تتشكل من الغاز حوالي 130 م وحقل شمسي بقوة 30 ميغاواط تقريبا.
كما سيصل الإنتاج بواسطة استعمال الحقل الشمسي %5 من مجموع إنتاج الكهرباء. كما أن الراعي الرسمي الذي يعمل على تطوير هذا المشروع هو فرع NEAL (الجزائر للطاقة الجديدة) وهي شركة تساهم فيها سونلغاز وسوناطراك بمقدار %45 لكل واحدة منها وشركة SIM (سيم) (%10 من الأسهم).
كما أن هذا المشروع المبتكر من حيث حجمه واختيار التكنولوجيا المستعملة التي تجمع بين الغاز والشمس تبلغ طاقته حوالي 15 م وقد تطلب استثمارا بمبلغ 315,8 مليون يورو. وقد أسند عقد من نمط (BOO): تصميم، بناء، استغلال وصيانة، إلى الشركة الإسبانية (أبينر) التي تعد من الشركات الأولى المتخصصة من نوعها في هذا الميدان.

## محطة الطاقة الشمسية بالخنق - الأغواط CPV EKP

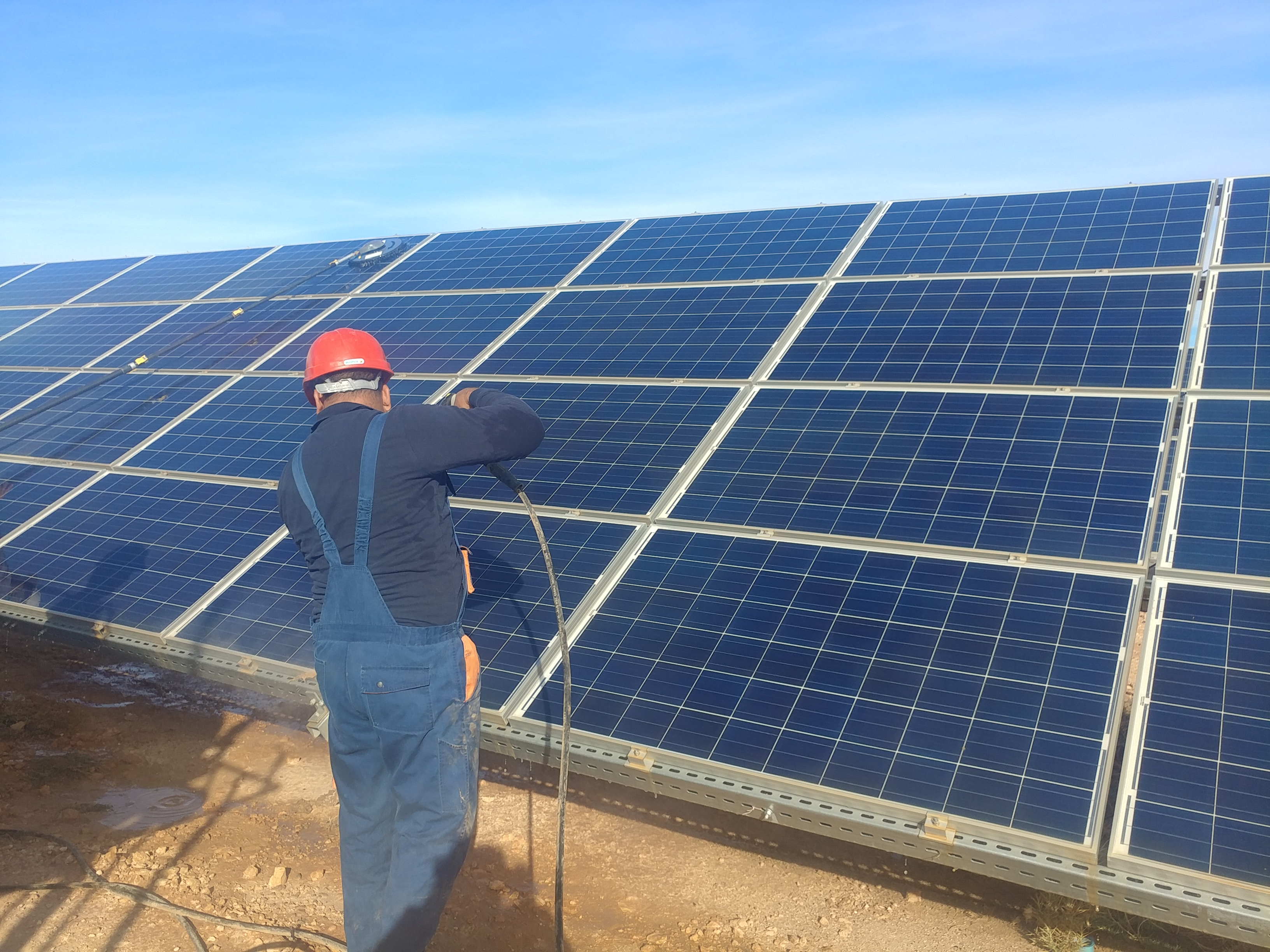
تنظيف الألواح الشمسية

تقع هذه المحطة على بعد 5 كم عن بلدية الخنق و10 كم عن مدينة الأغواط بالجزائر، تتربع على مساحة 120 هكتار وتنتج مايفوق 300 ميغاواط ساعي كمتوسط يوميا من الكهرباء.
تحتوي على أكثر من 240 ألف لوح شمسي متوزعة على 5460 مصفوفة و2040 علبة ربط بمستوياتها الثلاثة و120 مموج و60 محول.
ترتبط بشبكة نقل الكهرياء ذات التوتر العالي 60 كيلوفولط عن طريق محطة الرفع التي تحتوي 03 محولات بقدرة 20 ميغافولط أمبير لكل واحد.
توظف 77 عاملا من بينهم 19 موظفا ينتمون إلى الشركة المسؤولة عن المحطة SKTM، والباقي عمال حراسة.
.

## البحث والتطوير في الطاقة المتجددة
مركز تنمية الطاقات المتجددة" هو المركز المكلف والمسؤول عن تنفيذ برامج البحث والتطوير العلمي والتكنولوجي ووضع أنظمة طاقوية لاستغلال الطاقة الشمسية، طاقة الرياح، الطاقة الحرارية الأرضية، الكتلة الحيوية والهيدروجين.

## وصلات خارجية
- الموقع الرسمي لوزارة الموارد المائية والبيئة
- مركز تنمية الطاقة المتجددة
- وزارة الطاقة والمناجم
- وزارة الطاقة الجزائرية
- مشروع «دزرتك»